# Acalypha rubroserrata
Acalypha rubroserrata är en törelväxtart som beskrevs av Ferdinand Albin Pax och Käthe Hoffmann. Acalypha rubroserrata ingår i släktet akalyfor, och familjen törelväxter. Inga underarter finns listade i Catalogue of Life.